# Martha Bowen
Martha Bowen- detta Maggie - (Jackson, 1980) è un'ex nuotatrice statunitense, specialista dei misti.

## Carriera
Nata a Jackson, nel Mississippi, ha iniziato a nuotare a livello agonistico frequentando la squadra dell'Università della Georgia nella NCAA. Specializzatasi nei misti, ha conquistato diverse medaglie, di cui una ai campionati mondiali del 2001, nei 200m.

## Palmarès
- Mondiali

Fukuoka 2001: oro nei 200m misti e argento nei 400m misti.
- Giochi Panamericani

Winnipeg 1999: argento nei 200m misti e nei 400m misti.
- Giochi PanPacifici

Yokohama 2002: argento nei 400m misti e bronzo nei 200m misti.